# 900 незабываемых дней
«900 незабыва́емых дней» — советский документальный фильм 1964 года к 20-летнему юбилею снятия блокады Ленинграда, о стойкости и героизме его жителей и этапах обороны в Великую Отечественную войну. В основе — военная кинолетопись 1941—1944 годов.
Телепремьера фильма в СССР состоялась в мае 1965 года.

## Хронология
От кадров мирного города 60-х годов через камни переход на военную кинохронику — взрывы, пожарища. Цитата Гитлера: «Нам недостаточно просто разбить русскую армию и захватить Ленинград, Москву, Кавказ, мы должны стереть с лица эту страну и уничтожить её народ.»
 Проводы ополченцев и моряков на фронт. Возведение защитных рубежей, траншей, развёртывание противовоздушной обороны.
 Мемориалы-рубежи под Ленинградом, где стоял враг.
 Обстрел города артиллерией разного калибра. Голодная зима 1941—1942 года, скованный холодом город, занесённый снегом транспорт, редкие прохожие, умершие на земле. Автомобильная трасса на Ладоге. Партизаны Ленинградской области. Воздушные налёты и бомбёжка города, жертвы и разрушения. Эвакуация детей по Ладоге.
 Огороды на площадях, День физкультурника, труд на предприятиях города, лесозаготовки.
 Выступления на сцене Театра драмы имени А. Пушкина. Поэты Вера Инбер, Николай Тихонов.
 Январская операция 1943 года. Встреча войск Ленинградского и Волховского фронтов. Первый железнодорожный состав.
 Награждения медалью «За оборону Ленинграда».
 Продолжающиеся воздушные нападения, тушение пожаров.
 Наступательная военная операция января 1944 года. Бои за Красное Село, взятие Гатчины.
 Пленные немцы на улицах Ленинграда.

## Создатели
- Автор сценария: Эдуард Талунтис
- Режиссер: Валерий Соловцов[комм. 1]
- Оператор: Глеб Трофимов (досъёмки)[комм. 2]
- Композиторы: Семён Томбак, Роман Котляревский
- Звукооператор: Евгений Бельский[комм. 3][1]
- Ассистент по монтажу: Л. Сидорова
- Консультант: генерал-лейтенант Семён Борщёв (в титрах — С. Борщов)
- Авторы текста: Лидия Гинзбург, Эдуард Талунтис
- Диктор: Александр Михайлов
- Директор картины: А. Поляков

## Контекст времени создания
Тема освобождения Ленинграда от блокады надолго исчезала из кино в послевоенные годы, память о блокаде плохо вписывалась в каноническую советскую концепцию истории Великой Отечественной, пафосно-героическую, полуправдивую, она была слишком сложна и непонятна. Правды о блокаде партийное руководство боялось всегда, как и самого мироощущения коренных ленинградцев: погромное постановление 1946 года о журналах «Звезда» и «Ленинград», уничтожение в 1949 году Музей обороны и блокады Ленинграда, руководство которого было репрессировано по «Ленинградскому делу». Первая советская монография о блокаде была выпущена лишь в 1959 году. Фильм Ленинградской студии кинохроники стал одним из первых возвращений к блокадной памяти в оттепель 1960-х годов.
Бо́льшую часть фильма составила кинохроника, снятая операторами Ленкинохроники и Ленинградской объединённой студии, а также материалы Госфильмофонда СССР. Главным принципом режиссёра было не использовать кадров, уже входившие в предыдущие фильмы. Фильм задуман как спор с истеричными гитлеровскими приказами, с ними «ведут бой, надвигаясь на них двойной экспозицией, яростно сталкиваясь с ними параллельным монтажом». В нём создан несколько иной, чем прежде, образ ленинградской блокады, — были включены трагические кадры с умершими на улице людьми, с трупами, перевозимых на детских саночках. Во многих эпизодах звучат стихи участников событий — самих блокадников.

## Критика
…в картине «900 незабываемых дней» перед нами предстал атакующий Ленинград, Ленинград, охваченный, пользуясь выражением одного из блокадников, энтузиазмом сопротивления.
Энтузиазм сопротивления… Авторы фильма отнюдь не понимают его как барабанный оптимизм, как дежурные улыбки на лицах ленинградцев, попавших в поле зрения кинообъектива. Весёлым, задиристым кадрам премьеры оперетты «Раскинулось море широко» они предпосылают «увертюру»: три укутанные фигуры, с трудом переставляя ноги, плетутся мимо утонувшего в высоченных сугробах сквера перед Александринкой. Зрители собираются на спектакль…
— Борис Медведев, «Искусство кино» № 11 1965
Историк кино Людмила Джулай, анализируя фильм В. Соловцова с бо́льшей временной дистанции, относит его к произведениям хроникально-документального эпоса, наравне с «Великой Отечественной» (1965) Р. Кармена, — картинам, воссоздающих широкую и точную панораму исторических событий.

## Комментарии
1. ↑  В годы Великой Отечественной войны Валерий Соловцов также был режиссёром и начальником киногруппы Ленинградского фронта.
2. ↑  В годы Великой Отечественной войны Глеб Трофимов работал оператором киногруппы Ленинградского фронта, был участником и очевидцем многих военных операций.
3. ↑  В 1942—1943 годах работал в киногруппе Ленинградского фронта в качестве ассистента оператора и звукооператора.